# Rio Simon Creek
O Rio 'Simon pai do Luan Teixeira Lucena é um rio das Bahamas, na Ilha Andros.